# NSW Open 2022
Il NSW Open 2022 è stato un torneo maschile e femminile di tennis professionistico. È stata la 1ª edizione del torneo maschile, facente parte della categoria Challenger 80 nell'ambito dell'ATP Challenger Tour 2022, con un montepremi di 53 120 $. È stata la 1ª edizione anche del torneo femminile , facente parte della categoria W60 nell'ambito dell'ITF Women's World Tennis Tour 2022, con un montepremi di 60 000 $. Si è svolto dal 31 ottobre al 6 novembre 2022 sui campi in cemento del NSW Tennis Centre di Sydney, in Australia.

## Torneo maschile

### Partecipanti

#### Teste di serie
| Nazionalità | Giocatore        | Ranking* | Testa di serie |
| ----------- | ---------------- | -------- | -------------- |
| Australia   | Jordan Thompson  | 85       | 1              |
| Australia   | James Duckworth  | 114      | 2              |
| Australia   | Aleksandar Vukic | 145      | 3              |
| Australia   | Li Tu            | 190      | 4              |
| Australia   | Rinky Hijikata   | 192      | 5              |
| Australia   | Dane Sweeny      | 240      | 6              |
| Giappone    | Rio Noguchi      | 246      | 7              |
| Australia   | Max Purcell      | 266      | 8              |

* Ranking al 24 ottobre 2022.

### Altri partecipanti
I seguenti giocatori hanno ricevuto una wild card per il tabellone principale:
- Jeremy Beale
- Alex Bolt
- Blake Ellis

Il seguente giocatore è entrato in tabellone come alternate:
- Colin Sinclair

I seguenti giocatori sono passati dalle qualificazioni:
- Yuichiro Inui
- Mitchell Harper
- Mark Whitehouse
- Luke Saville
- Yusuke Takahashi
- Jeremy Jin

Il seguente giocatore è entrato in tabellone come lucky loser:
- Ajeet Rai

## Torneo femminile

### Teste di serie
| Nazionalità   | Giocatrice       | Ranking* | Testa di serie |
| ------------- | ---------------- | -------- | -------------- |
| Australia     | Jaimee Fourlis   | 171      | 1              |
| Australia     | Maddison Inglis  | 195      | 2              |
| Corea del Sud | Han Na-lae       | 201      | 3              |
| Australia     | Olivia Gadecki   | 221      | 4              |
| Australia     | Kimberly Birrell | 240      | 5              |
| Australia     | Lizette Cabrera  | 241      | 6              |
| Giappone      | Mai Hontama      | 275      | 7              |
| Giappone      | Himeno Sakatsume | 312      | 8              |

* Ranking al 24 ottobre 2022.

### Altre partecipanti
Le seguenti giocatrici hanno ricevuto una wildcard per il tabellone principale:
- Petra Hule
- Tina Nadine Smith

Le seguenti giocatrici sono passate dalle qualificazioni:
- Makenna Jones
- Lisa Mays
- Kaylah McPhee
- Junri Namigata
- Michika Ozeki
- Sarah-Rebecca Sekulic
- Marianna Zakarlyuk
- Zuzana Zlochová

La seguente giocatrice è entrata in tabellone come lucky loser:
- Sara Nayar

## Campioni

### Singolare maschile
Hsu Yu-hsiou ha sconfitto in finale  Marc Polmans con il punteggio di 6–4, 7–6(5).

### Singolare femminile
Mai Hontama ha sconfitto in finale  Petra Hule con il punteggio di 7–6(1), 3–6, 7–5.

### Doppio maschile
Blake Ellis /  Tristan Schoolkate hanno sconfitto in finale  Ajeet Rai /  Yuta Shimizu con il punteggio di 4–6, 7–5, [11–9].

### Doppio femminile
Destanee Aiava /  Lisa Mays hanno sconfitto in finale  Alexandra Osborne /  Jessy Rompies con il punteggio di 5–7, 6–3, [10–6].